# Michał Urgoł
Michał Urgoł (ur. 22 stycznia 1977 w Katowicach) – polski polityk, działacz samorządowy, prezydent Jastrzębia-Zdroju.

## Życiorys
Michał Urgoł urodził się 22 stycznia 1977 w Katowicach. Ma wykształcenie wyższe ekonomiczne. Jest współwłaścicielem rodzinnej firmy.
Angażował się w projekty lokalne, w 2015 został wybrany sołtysem Bzia.
W 2018 wystartował w wyborach samorządowych, kandydując do Rady Miasta Jastrzębie-Zdrój z listy Prawa i Sprawiedliwości jako kandydat niezależny. Zdobył 653 głosy, uzyskując mandat radnego.
W 2019 został zatrudniony jako wiceprezes Jastrzębskiej Spółki Ubezpieczeniowej, wchodzącej w skład Jastrzębskiej Spółki Węglowej. 15 kwietnia 2024 Rada Nadzorcza JSU zawiesiła Urgoła w czynnościach członka zarządu. Jednocześnie Jastrzębska Spółka Węglowa złożyła zawiadomienie do Prokuratury Okręgowej w Gliwicach o możliwości popełnienia przez niego przestępstwa z art. 296 par. 1 kodeksu karnego (wyrządzenie znacznej szkody majątkowej). Nieoficjalnie JSW podejrzewała Urgoła o naruszenie zakazu działalności konkurencyjnej wobec spółki. Sam samorządowiec uznał zarzuty za pomówienie, mające na celu jego dyskredytację wśród wyborców oraz za element brudnej kampanii wyborczej.
W wyborach samorządowych w 2024 Urgoł wystartował ponownie z listy Prawa i Sprawiedliwości do rady miasta, był również kandydatem na prezydenta Jastrzębia-Zdroju. W pierwszej turze uzyskał 12 157 głosów (43,65%, najwyższy wynik), kwalifikując się do drugiej tury. Zdobył również mandat radnego, uzyskując 1819 głosów. W drugiej turze zwyciężył z ówczesną prezydent miasta, Anną Hetman, otrzymując 15058 głosów (54,75%). Tym samym Jastrzębie-Zdrój zostało największym miastem w Polsce, w którym urząd prezydenta objął prezydent popierany przez Prawo i Sprawiedliwość. Zaprzysiężony został 6 maja 2024, jednocześnie tracąc mandat radnego.

## Życie prywatne
Jego pasją jest muzyka, gra na gitarze basowej. Pochodzi z rodziny o tradycjach górniczych. Mieszka na stałe w Bziu. Z żoną Beatą ma troje dzieci (Macieja, Jakuba i Natalię).